# Papa Grigore al IX-lea
Papa Grigore al IX-lea (n. secolul al XII-lea, Anagni, Lazio, Regatul Italiei – d. 22 august 1241, Roma, Statele Papale) a fost un papă al Romei. Pe numele laic Ugolino di Conti, a păstorit între anii 1227-1241.
Ugolino s-a născut în Anagni. Posibila dată a nașterii sale fluctuează în surse între cca. 1145 și 1170. 

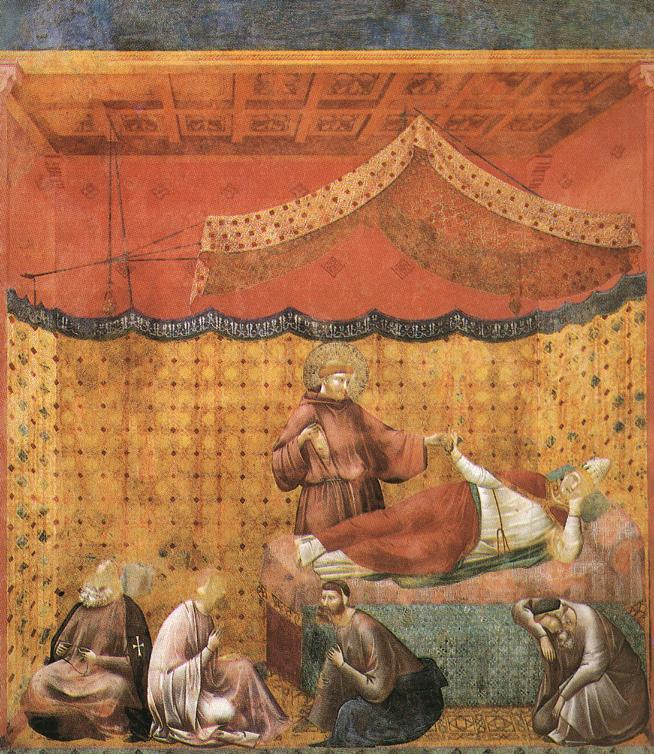
Giotto: Visul lui Grigore al IX-lea. Francisc de Assisi i se arată papei